# Крянев, Юрий Витальевич
Ю́рий Вита́льевич Кря́нев (род. 31 октября 1933, Омск, СССР) — советский и российский философ и религиовед, специалист в области аксиологии, глобалистики, религиоведения, философии качества, философии культуры, философии религии и философии науки. Доктор философских наук, профессор. Один из авторов «Атеистического словаря» и словаря «Религии народов России».

## Биография
Родился 31 октября 1933 года в Омске.
В 1956 году окончил философский факультет МГУ имени М. В. Ломоносова по специальности «Философ. Преподаватель философии».
В 1959 году окончил аспирантуру Института философии АН СССР.
В 1962 году в МГПИ имени В. И. Ленина защитил диссертацию на соискание учёной степени кандидата философских наук по теме «Противоположность христианской идеологии и научного коммунизма»
Работал в правлении Всесоюзного общества «Знание».
С 1964 года преподаёт в Московском государственном авиационном институте, где в настоящее время является профессором и заведующим (с 1984 года) кафедрой 517 «Философия» Института инженерной экономики и гуманитарных наук.
В 1980 году защитил диссертацию на соискание учёной степени доктора философских наук по теме «Критический анализ социологических и теологических концепций» (специальность 09.00.06 — научный атеизм).
С 1999 года — член Союза писателей России.
Президент проблемного отделения философии качества межрегиональной общественной организации «Академия проблем качества».

## Научная деятельность
Ю. В. Кряневым разработаны методологические проблемы глобалистики, религиоведения, христианской интеграции (экуменизма) и человековедения. А также проведены междисциплинарные (культурологические и философско-этические) исследования по философии качества и теории бизнеса.
В 1960—1970-х годах принимал участие в утверждении положения религиоведения, применении типологических и функциональных методов в исследовании религиозных групп, религиозных организаций и поведения. Дал классификацию существующих в СССР вероисповеданий по типам поведения и ориентации (церковь, деноминация, секта).
В 1980-х годах «провёл анализ глобальных проблем человечества в связи с анализом экуменических моделей экологии, глобального экономического и информационного порядка».
В 1990-х годах исследовал различные вопросы теории бизнеса:
- глобальная этика, общая теории бизнеса, этика бизнеса
- христианские разновидности глобальной этики (экологическая и экономическая), в основе которых лежит библейское представление о целостности сотворённого мира и оценке всех частей мира с точки зрения аксиологии
- связи глобализации с индивидуальностью ответственностью и субъективностью.

Вплоть до настоящего времени Ю. В. Крянев занимается изучением вопросов качества и их отношения к глобальной системе «всеобщий менеджмент качества (TQM)». В связи с этим им предложена модель и создаётся (под его руководством) интегральная концепция качества, которая позволит разработать синтетический и целостный образ качества, охватывающий «в интегральном единстве духовность, ментальность, социальность, хозяйство, производство, управление, природную среду».

## Награды
- Заслуженный деятель науки Российской Федерации (1998)[1][4]
- Почётный работник высшего профессионального образования (2003)[4]
- Действительный член Академии проблем качества[4]

## Научные труды

### Монографии
- Крянев Ю. В. Противоположность христианской идеологии и научного коммунизма. — М.: Высшая школа, 1961. — 175 с.
- Крянев Ю. В. Христианский экуменизм. М., 1980
- Качество: принципы, структура, управление. [В соавт.]. М., 1997;
- Управление качеством. [В соавт.]. М., Т.1, 1999. Т.2, 2000;
- Антология Русского Качества. (Автор-сост.) М., 2000.
- Бойцов Б. В., Крянев Ю. В., Кузнецов М. А. Качество жизни / М-во образования и науки Рос. Федерации, Моск. авиац. ин-т (гос. техн. ун-т). — М. : Изд-во МАИ, 2004. — 267 с. ISBN 5-7035-1455-X
- Бойцов Б. В., Крянев Ю. В., Кузнецов М. А. Качество жизни. — 2-е изд., перераб. и испр. — М.: Изд-во МАИ, 2007. — 350 с. (Научная библиотека / Федеральное агентство по образованию, Московский авиационный ин-т (гос. техн. ун-т)) ISBN 978-5-7035-1870-0
- Крянев Ю. В., Моторина Л. Е., Павлова Т. П. Философия информационных и коммуникационных систем. — М.: Изд-во МАИ, 2012. — 159 с. (Научная библиотека / МАИ) ISBN 978-5-4316-0061-6
- Крянев Ю. В., Моторина Л. Е., Павлова Т. П. Методология научного познания. Аэрокосмический контекст. — М.: Изд-во МАИ, 2015. — 159 с. (Научная библиотека / МАИ) ISBN 978-5-4316-0265-8, 500 экз.
- Русская философия и святоотеческая традиция: монография / Ю. В. Крянев и др. — М.: Изд-во МАИ: Изд-во МАИ-ПРИНТ, 2010. — 159 с. (Научная библиотека) ISBN 978-5-4316-0001-2
- Крянев Ю. В., Моторина Л. Е., Павлова Т. П. Философия и методология науки, техники, технологии. Аэрокосмический контекст. — М.: Изд-во МАИ, 2017. — 159 с. (Научная библиотека) ISBN 978-5-4316-0402-7, 500 экз.

### Учебные пособия
- Философские проблемы науки и техники: Учебное пособие / Моск. авиац. ин-т им. Серго Орджоникидзе; Е. Ю. Бельская и др.; Под ред. Ю. В. Крянева и др. — М.: Изд-во МАИ, 1991. — 67 с.
- Русская философия: Тексты лекций / Т. Б. Бухвалова, М. В. Колтыпина, Ю. В. Крянев и др.; Под ред. Ю. В. Крянева, Л. Е. Моториной; Моск. авиац. ин-т им. Серго Орджоникидзе. — М. : Изд-во МАИ, 1991. — 48 с.
- Основные тенденции и проблемы философии XX века : Тексты лекций / Ю. В. Крянев, М. А. Кузнецов, Л. Е. Моторина и др.; Под ред. Ю. В. Крянева, М. А. Кузнецова; Моск. авиац. ин-т им. Серго Орджоникидзе. — М.: Изд-во МАИ, 1992. — 43 с.
- Нравственная философия и религиоведение: Учебное пособие / Моск. авиац. ин-т им. Серго Орджоникидзе; Е. Ю. Бельская и др.; Под ред. Ю. В. Крянева, М. В. Колтыпиной. — М.: Изд-во МАИ, 1992. — 64 с.
- Философия культуры. Культурные лики эпох: Учебное пособие / Моск. авиац. ин-т им. С. Орджоникидзе; Т. Б. Бухвалова и др.; Под ред. Ю. В. Крянева, Л. Е. Моториной. — М.: Изд-во МАИ, 1993. — 46 с.
- Философия культуры. — М.: Изд-во МАИ, 1993. — 51 с.
- Исторические типы философствования : Учебное пособие / Моск. гос. авиац. ин-т (техн. ун-т); Ю. В. Крянев и др. — М.: Изд-во МАИ, 1994. — 117 с.
- Философия религии и мистики: (Феномен религии): Учеб. пособие / Моск. гос. авиац. ин-т (техн. ун-т); Е. Ю. Бельская и др.; Под ред. Ю. В. Крянева, Т. П. Павловой. — М.: Изд-во МАИ, 1995. — 41 с. ISBN 5-7035-1338-3
- Философия религии и мистики: (Мистицизм и эзотерика) : Учебное пособие / Моск. гос. авиац. ин-т (техн. ун-т); Г. Е. Горчакова и др.; Под ред. Ю. В. Крянева, Т. П. Павловой. — М. : Изд-во МАИ, 1995. — 69 с. ISBN 5-7035-1337-5
- Социальная философия: Учебное пособие / Моск. гос. авиац. ин-т (техн. ун-т); Ю. В. Крянев и др.; Под ред. Ю. В. Крянева и др. — М. : Изд-во МАИ, 1996. — 57 с. ISBN 5-7035-1329-4
- Крянев Ю. В., Моторина Л. Е., Павлова Т. П. Основные принципы и понятия философии : учебное пособие / Федеральное агентство по образованию, Московский авиационный ин-т (гос. технический ун-т). — М.: Изд-во МАИ, 2007. — 96 с. ISBN 5-7035-1831-8
- Философия и современность: учебное пособие / М-во образования и науки Российской Федерации, Московский авиационный ин-т (нац. исслед. ун-т); Ю. В. Крянев и др.; под ред. Ю. В. Крянева. — М.: Изд-во МАИ, 2011. — 93 с. ISBN 978-5-4316-0037-1
- История и философия науки (Философия науки): учебное пособие по дисциплине «История и философия науки» для аспирантов естественно-научных и технических специальностей / Ю. В. Крянев и др.; под ред. Ю. В. Крянева, Л. Е. Моториной. — 3-е изд., перераб. и доп. — М.: Альфа-М : ИНФРА-М, 2014. — 414 с. ISBN 978-5-98281-362-6 (Альфа-М)
- Крянев Ю. В., Павлова Т. П., Цвык И. В. Философия и методология технических наук: учебное пособие / Министерство образования и науки Российской Федерации, Московский авиационный институт (научно-исследовательский университет). — М.: Изд-во МАИ, 2018. — 93 с. ISBN 978-5-4316-0508-6, 500 экз.

### Статьи
- Крянев Ю. В. О современной интерпретации христианством проблемы социализма // Философские науки. 1959. № 2.
- Крянев Ю. В. Эмоциональное воздействие религиозной обрядности // Вопросы философии. 1963. № 9.
- Крянев Ю. В. Социология и религия // Вопросы философии. 1968. № 5.
- Крянев Ю. В. Практическая и теологическая подготовка христианского экуменизма // Вопросы научного атеизма. Вып. 7 / Редкол. А. Ф. Окулов (отв. ред.); Акад. обществ. наук ЦК КПСС. Ин-т научного атеизма. — М.: Мысль, 1969. — С. 277—309. — 471 с. — 17 000 экз.
- Крянев Ю. В. Христианская интеграция и современность // Вопросы философии. 1971. № 1.
- Крянев Ю. В. Социальная мысль и новые обоснования теологии // Вопросы философии. 1972. № 7.
- Горохова Н. Д., Ермаков И. М., Крянев Ю. В., Панова В. С., Самохвалов Н. И., Филимонов Э. Г. Чекист, учёный, атеист (К 75-летию со дня рождения Е. Ф. Муравьёва) // Вестник Московского университета. Серия 7: Философия. 1973. № 1. С. 94.
- Крянев Ю. В. Экуменические концепции глобальных проблем // Вопросы философии. 1981. № 5. С. 141.
- Крянев Ю. В. Экуменические концепции экологии // Горизонты экологического знания. М., 1986.
- Крянев Ю. В. Экуменические концепции человека // Доклады к XVIII Всемирному философскому конгрессу. 1988.
- Крянев Ю. В. Двоеверие на Руси // Как была крещена Русь. М., 1988 (переизд. 1989, 1990).
- Крянев Ю. В. Международный бизнес и глобальная этика // Вуз и рынок. Кн.2. М., 1993.
- Крянев Ю. В. Экуменическая глобалистика и миссиология // Проблемы экуменизма и миссионерской практики. М., 1996.
- Крянев Ю. В. Философия качества // Стандарты и качество. 1997. № 4, 5, 7, 8, 9, 11. 1998. № 2.
- Крянев Ю. В., Кузнецов М. А. Социальное качество // Стандарты и качество. 1997. № 7. С. 40.
- Крянев Ю. В., Кузнецов М. А. Проблема норм // Стандарты и качество. 1999. № 12. С. 49.
- Крянев Ю. В., Кузнецов М. А. Региональное качество // Стандарты и качество. 1999. № 2.
- Бойцов Б. В., Крянев Ю. В., Кузнецов М. А. Системная целостность качества жизни // Стандарты и качество. 1999. № 5. С. 19.
- Крянев Ю. В., Кузнецов М. А. Информационное качество // Стандарты и качество. 2000. № 1. С. 72.
- Кренев Ю. В., Кузнецов М. А. Динамика качества // Стандарты и качество. 2000. № 11.
- Крянев Ю. В., Кузнецов М. Норма и стандарт // Стандарты и качество. 2000. № 8. С. 56.
- Бойцов Б., Шленов Ю., Крянев Ю. В., Азаров Ю., Капырин В. С чего начинается качество? // Высшее образование в России. 2000. № 1. С. 40—46.
- Матвеенко А., Афанасьев П., Бойцов Б., Крянев Ю. Феномен МАИ (к 70-летию вуза) // Высшее образование в России. 2000. № 5. С. 120—130.
- Боицов Б., Шленов Ю., Азаров В., Крянев Ю. В., Капырин В. Комплексная система непрерывного образования в области качества // Стандарты и качество. 2001. № 10. С. 9.
- Бойцов Б., Азаров В., Крянев Ю. В. Качество и интеллектуальный потенциал России // Стандарты и качество. 2001. № 7-8. С. 62.
- Бойцов Б., Шленов Ю., Крянев Ю. В. С чего начинается качество? // Высшее образование в России. 2001. С. 40.
- Крянев Ю. В. Экуменизм в России // Религии народов современной России: Словарь / Ред-кол. Мчедлов М. П. (отв. ред.), Аверьянов Ю. И., Басилов В. Н. и др. — 2-е изд., и доп. — М.: Республика, 2002. — С. 587—590. — 624 с. — 4000 экз. — ISBN 5-250-01818-1.
- Азаров В. Н., Бойцов Г. В., Кренев Ю. В. Качество как национальная идея // Качество. Инновации. Образование. 2002. № 1. С. 6.
- Шленов Ю. В., Бойцов Б. В., Азаров В. Н., Крянев Ю. В., Кузнецов М. А. Стратегия образования XXI века и качество жизни // Качество. Инновации. Образование. 2002. № 4. С. 2.
- Крянев Ю. В., Кузнецов М. Качество человека // Стандарты и качество. 2003. № 9. С. 66.
- Крянев Ю. В. Качество — категория философская // Стандарты и качество. 2004. № 5. С. 15.
- Шленов Ю., Бойцов Б., Азаров В., Крянев Ю., Кузнецов М. Перспективы образования XXI века и качество жизни // Стандарты и качество. 2004. № 5. С. 72.
- Бойцов Б. В., Крянев Ю. В., Кузнецов М. Ф. Методология исследования качества жизни // Качество и жизнь. 2004. № 3. С. 121—128.
- Крянев Ю. В. Духовное напряжение поэтического текста (феномен Фёдора Ивановича Тютчева) // Качество и жизнь. 2004. № 3. С. 147—151.
- Крянев Ю. В. Истоки, становление, современность // Качество и жизнь. 2004. № 3. С. 140—143.
- Азаров В. Н., Бойцов Б. В., Крянев Ю. В. Качество как национальная идея // Качество. Инновации. Образование. 2008. № 1. С. 4.
- Крянев Ю. В. Интерсубъективность постижения Абсолюта. Оптинский опыт // Философское образование. 2009. № 20. С. 50—56.
- Крянев Ю. В. Проблемы глобалистики в контексте актуализации русской философии // Философское образование. 2010. № 2 (22). С. 41—51.
- Крянев Ю. В. Нормативность информационных технологии // Нелинейный мир. 2013. Т. 11. № 4. С. 280—286.
- Бойцов Б. В., Крянев Ю. В. Критерии понимания качества жизни // Качество и жизнь. 2014. № 1 (1). С. 7.
- Бойцов Б. В., Крянев Ю. В. Внедренческий подход в концепции качества управления. Теоретико-методологические аспекты // Качество и жизнь. 2016. № 4-S (12). С. 7—13.
- Крянев Ю. В. Деятельностно-функциональное обоснование междисциплинарной науки // Философское образование. 2016. № 1 (33). С. 23—26.
- Крянев Ю. В. Безопасность — составляющая качества жизни // Философское образование. 2017. № 1 (35). С. 5—9
- Крянев Ю. В. Год Аристотеля. Актуализация наследия Аристотеля // Философское образование. 2017. № 1 (35). С. 153—156
- Крянев Ю. В. Системное структурирование и типология реальности // Философское образование. 2018. № 1 (37). С. 1—8.